# Linea Etsumi-Hoku

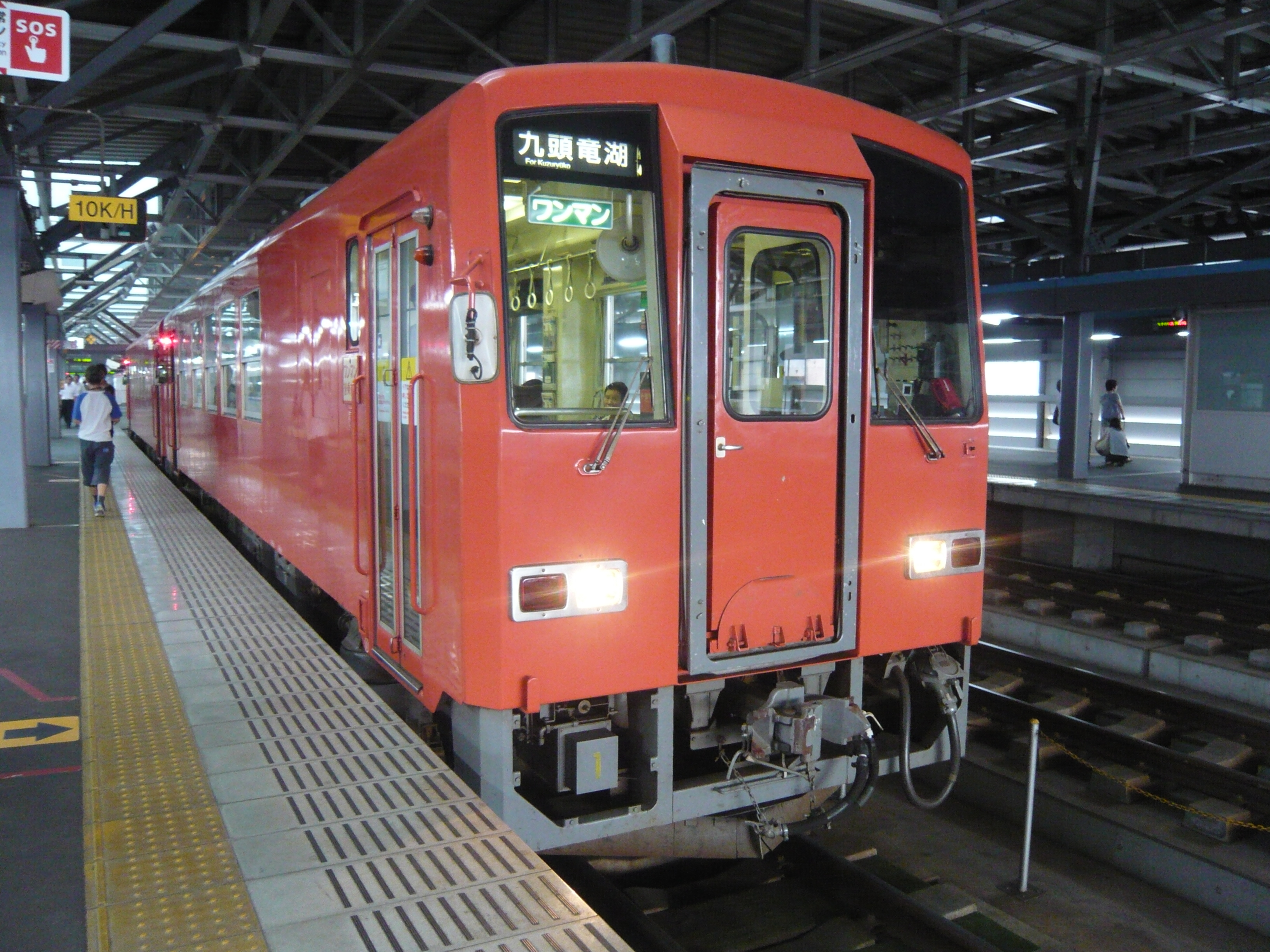
Un treno a trazione termica KiHa 120 in servizio

La linea Etsumi-Hoku (越美北線?, Etsumi-Hoku-sen) è una ferrovia di circa 52 km a scartamento ridotto a carattere locale situata nella prefettura di Fukui in Giappone. La linea è gestita dalla West Japan Railway Company (JR West) ed è anche chiamata linea Kuzuryū (九頭竜線?, Kuzuryū-sen).

## Storia
La linea faceva parte del progetto di realizzazione di una ferrovia che unisse le prefetture di Fukui e Gifu, il cui nome deriva da Etsu (越?), per la provincia di Echizen e Mi (美?), per la provincia di Mino, rispettivamente le antiche denominazioni di Fukui e Gifu. La parte meridionale della ferrovia tuttavia non è stata realizzata, e la linea Etsumi-Hoku è la parte settentrionale di quella che sarebbe dovuta diventare la linea Etsumi. La parte a sud, la linea Etsumi-Nan è in seguito diventata parte della ferrovia di Nagaragawa.

## Stazioni
- Tutti i treni fermano in tutte le stazioni
- Fra Echizen-Hanandō e Fukui i treni percorrono la linea principale Hokuriku.
- Tutte le stazioni si trovano nella prefettura di Fukui

| Stazione                  | Giapponese | Distanza | Distanza           | Collegamenti | Binario | Posizione |
| Stazione                  | Giapponese | Interst. | Da Echizen Hanandō | Collegamenti | Binario | Posizione |
| ------------------------- | ---------- | -------- | ------------------ | --- | ------- | --------- |
| Linea principale Hokuriku |            |          |                    | |         |           |
| Fukui                     | 福井       | -        | 2.6                | Linea principale Hokuriku (per Obama) Ferrovia di Echizen: Linea Katsuyama Eiheiji e Linea Mikuni Awara Ferrovia di Fukui: Linea Fukubu (Fukui-Ekimae) | ∥       | Fukui     |
| Linea Etsumi-Hoku         |            |          |                    | |         |           |
| Echizen-Hanandō           | 越前花堂   | 2.6      | 0.0                | Linea principale Hokuriku (per Tsuruga) | Ｙ      | Fukui     |
| Rokujō                    | 六条       | 2.3      | 2.3                | | ｜      | Fukui     |
| Asuwa                     | 足羽       | 1.4      | 3.7                | | ｜      | Fukui     |
| Echizen-Tōgō              | 越前東郷   | 2.0      | 5.7                | | ｜      | Fukui     |
| Ichijōdani                | 一乗谷     | 2.6      | 8.3                | | ｜      | Fukui     |
| Echizen-Takada            | 越前高田   | 3.1      | 11.4               | | ｜      | Fukui     |
| Ichinami                  | 市波       | 1.2      | 12.6               | | ｜      | Fukui     |
| Kowashōzu                 | 小和清水   | 2.0      | 14.6               | | ｜      | Fukui     |
| Miyama                    | 美山       | 2.9      | 17.5               | | ◇       | Fukui     |
| Echizen-Yakushi           | 越前薬師   | 2.0      | 19.5               | | ｜      | Fukui     |
| Echizen-Ōmiya             | 越前大宮   | 2.7      | 22.2               | | ｜      | Fukui     |
| Hakariishi                | 計石       | 2.2      | 24.4               | | ｜      | Fukui     |
| Ushigahara                | 牛ヶ原     | 3.2      | 27.6               | | ｜      | Ōno       |
| Kita-Ōno                  | 北大野     | 1.8      | 29.4               | | ｜      | Ōno       |
| Echizen-Ōno               | 越前大野   | 2.0      | 31.4               | | ◇       | Ōno       |
| Echizen-Tano              | 越前田野   | 2.9      | 34.3               | | ｜      | Ōno       |
| Echizen-Tomida            | 越前富田   | 1.4      | 35.7               | | ｜      | Ōno       |
| Shimo-Yuino               | 下唯野     | 3.1      | 38.8               | | ｜      | Ōno       |
| Kakigashima               | 柿ヶ島     | 1.0      | 39.8               | | ｜      | Ōno       |
| Kadohara                  | 勝原       | 2.5      | 42.3               | | ｜      | Ōno       |
| Echizen-Shimoyama         | 越前下山   | 6.5      | 48.8               | | ｜      | Ōno       |
| Kuzuryūko                 | 九頭竜湖   | 3.7      | 52.5               | | ｜      | Ōno       |

Legenda
- ◇ - stazioni che ammettono l'incrocio dei treni
- ∥ - sezione a doppio binario
- ｜- sezione a binario singolo